# ʼIḍāfa

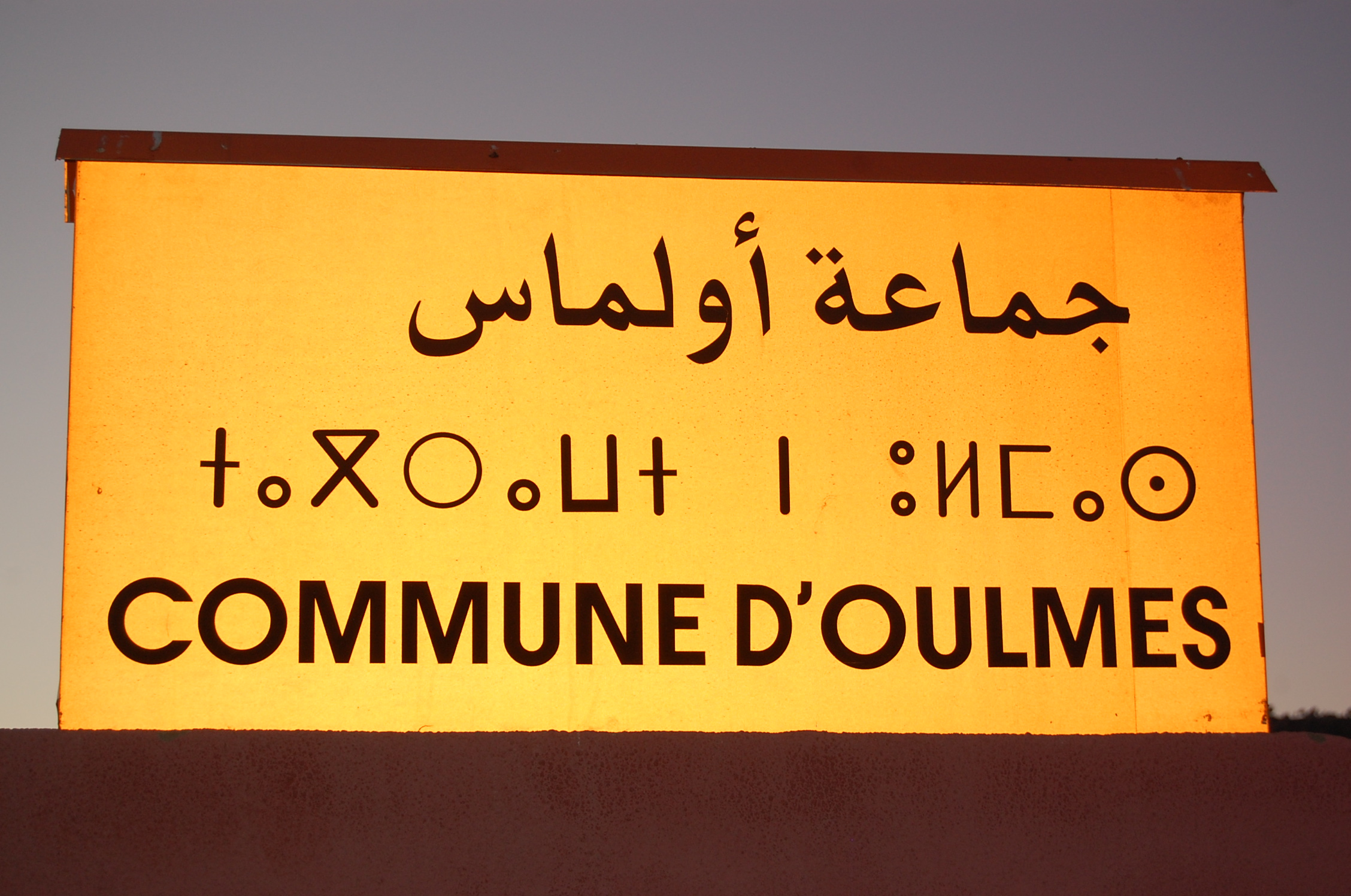
segnale stradale in Marocco, mostra una tipica costruzione per ʼiḍāfa: جماعة أولماس (ǧamāʿat ʿūlmās) - comune di Oulmes

L'ʼiḍāfa (إِضَافَة‎) /ʔiˈdˁɑːfa/ è una costruzione sintattica dell'arabo, usata principalmente per formare il complemento di specificazione.
La formazione dell'ʼiḍāfa consiste fondamentalmente nel porre un sostantivo dopo l'altro. Come in italiano, il complemento viene posto dopo il soggetto. 
Similarmente al latino, in arabo è anche presente un sistema di flessione nominale. Questo porta il complemento di specificazione ad assumere una kasra finale, ovvero una "i" breve alla fine del sostantivo, che spesso viene omessa nella Lingua araba standard.
Alcuni esempi di ʼiḍāfa sono:
- دَارُ السَلامِ (dāru s-salāmi) - la "casa della pace", città della Tanzania
- كِيلُو مَوْزِ (kīlū mawzi) - un chilo di banane 
- بِنْتُ حَسَنِ (bintu Ḥasani) - la figlia di Hassan 
- بَيْتُ رَجُلٍ  (baytu raǧulin) - una/la casa di un uomo
- سَيارةُ أمِّي (sayāratu ʼummī) - l'automobile di mia madre

## Terminologia
Il termine deriva dal verbo أضاف‎ (ʼaḍāfa) - "aggiungere, attaccare" - verbo di IV forma derivante dalla radice triconsonantica ض ي ف‎ (ḍ - y - f).
- L'intera frase è composta da un nome e da un genitivo ed è propriamente indicata in arabo come إِضَافَة‎ (ʼiḍāfa) - "annessione, aggiunta".
- Il primo termine della coppia si chiama اَلْمُضَاف‎ (al-muḍāf) "la cosa annessa".
- Il secondo termine viene invece indicato come اَلْمُضَاف إِلَيْهِ‎ (al-muḍāf ʼilayhi) "la cosa aggiunta a".

## Tipi di relazione espressi
La gamma di relazioni espressa dall'ʼiḍāfa è molto ampia e non si limita al semplice possesso materiale. In generale, esprime quello che nella lingua italiana è conosciuto come complemento di specificazione.
In molti casi, in arabo l'ʼiḍāfa viene usato per coniare delle parole composte. Ad esempio, بَيْتُ ٱلطَّلَبَةِ‎ (baytu l-ṭalabati) significa letteralmente "casa degli studenti", ma il suo significato è ovviamente quello di "ostello" o "dormitorio" [per studenti].
L'ʼiḍāfa può indicare anche il materiale di cui è fatto qualcosa: خَاتَمُ خَشَبٍ‎ (ḫātamu ḫašabin) "anello di legno". 
Nel caso di parole indicanti dei contenitori, inoltre, l'ʼiḍāfa può riferirsi propriamente ciò che è vi è in esso contenuto: ad esempio: فِنْجَانُ قَهْوَةٍ‎ (finǧānu qahwatin) - "una tazza di caffè".

## La formazione dell'ʼiḍāfa

### Primo termine
Il primo termine dell'ʼiḍāfa ha le seguenti caratteristiche: 
- Si determina attraverso il secondo termine, quindi non può avere né l'articolo determinativo (al), né un pronome possessivo suffisso (’i‘rāb). È esclusa anche la nunazione (la caratteristica -n finale, corrispondente al nostro articolo indeterminativo).
- La ة‎ (tāʾ marbūṭa) deve essere pronunciata come -at.

### Secondo termine
Il secondo termine dell'ʼiḍāfa, quando è un sostantivo, ha le seguenti caratteristiche: 
- Deve essere un genitivo, assume quindi una kasra finale.
- Deve avere l'articolo determinativo o deve contenere un pronome possessivo suffisso. Può in alternativa presentare la nunazione, che svolge la funzione di articolo indeterminativo.

### Terzo termine e successivi
è possibile formare delle ʼiḍāfa usando più di due parole. In questi casi, tutti i termini si comportano come il primo, con la sola eccezione dell'ultimo che invece deve essere determinato e deve essere un genitivo.
Ad esempio: سَرْقةُ جَوَازِ سَفَرِ أِحَدِ اللَاعِبِينَ‎ (sarqatu ǧawāzi safari ’aḥadi l-lā‘ibīna) "il furto del passaporto [letteralmente "licenza di viaggio"] di uno degli atleti".

## Indicare la determinazione nell'ʼiḍāfa
L'ʼiḍāfa nel suo insieme è una frase nominale. Può essere quindi considerato come indefinito o definito solo nel suo insieme. 
Si noti che nella traduzione italiana il primo termine dell'ʼiḍāfa è sempre determinato. Può diventare indeterminato solamente nel caso in cui anche il secondo termine è indeterminato. Esempi:
- بَيْتُ ٱلمُدِيرِ‎ (baytu l-mudīr-i ) - la casa del direttore
- بَيْتُ مُديرٍ‎ (baytu mudīr-in) - una casa di un direttore
- بَيْتُ مُديرٍ‎ (baytu mudīr-in) - la casa di un direttore

Qualora il primo termine debba essere necessariamente indeterminato ed il secondo termine determinato, si potrà solamente ricorrere a due tipi di perifrasi e non ad un'ʼiḍāfa. Esempi:
- بَيْتٌ لِلْمُديرِ‎ (baytun li l-mudīri) - una casa del direttore (lett. "una casa a/per il direttore")
- بَيْتُ مِن بُيُوتِ الْمُديرِ‎ (baytu min al buyūti l-mudīri) - una casa del direttore (lett. "una casa tra le case del direttore")